# Präsidentschaftswahl auf den Komoren 2010
Die Präsidentschaftswahl auf den Komoren 2010 fand am 7. November (erster Wahlgang) und am 26. Dezember (Stichwahl) statt. Auf allen drei Hauptinseln der Komoren wurden am denselben Tagen die Gouverneurswahlen für die Inseln abgehalten. Es hatte einen Versuch gegeben, sie erst am 27. November 2011 stattfinden zu lassen und die Amtszeit des amtierenden Präsidenten Ahmed Abdallah Sambi bis dahin auszudehnen, aber das Verfassungsgericht hatte das im Mai 2010 für verfassungswidrig erklärt. Der bisherige – und bis 2016 amtierende – Vizepräsident Ikililou Dhoinine ging aus den Wahlen als Sieger hervor.

## Wahlverfahren
Auf den Komoren wechselt die Präsidentschaft alle vier Jahre zwischen drei Inseln, die den föderativen Staat der Komoren bilden: Anjouan, Mohéli und Grande Comore. In dieser Periode war es an Mohéli, den Präsidenten zu stellen. Der regierende Präsident, Ahmed Abdallah Sambi, war von Anjouan und konnte damit nicht mehr kandidieren.
Der Präsident wird in zwei Runden gewählt: in der ersten Runde stimmten die Wähler von Mohéli in Primaries über die Kandidaten ab und die drei Kandidaten mit den meisten Stimmen gelangen in die zweite Runde, in der dann die Wähler aller Inseln den Präsidenten wählen, der zum Sieg die Mehrheit aller Stimmen braucht.

## Kandidaten
10 Kandidaten gingen in die erste Runde. Präsident Sambi unterstützte den amtierenden Vizepräsidenten Ikililou Dhoinine. Ein anderer Kandidat von der Bewegung des Präsidenten war Mohamed Larifou Oukacha, sein Generalsekretär, wodurch ein möglicher Riss in der Fraktion des Präsidenten sichtbar wurde. Weitere Kandidaten waren Mohamed Said Fazul, der ehemalige Gouverneur von Mohéli, und Zahariat Said Ahmed, die einzige weibliche Kandidatin.

## Ergebnis
Ikililou Dhoinine, Mohamed Said Fazul und Bianrifi Tarmidi erhielten die meisten Stimmen bei den Primaries. Tarmidis gesamte Stimmenzahl wurde jedoch vom Verfassungsgericht am 13. November aus der Zählung genommen, nachdem es den Inhalt der Wahlurnen mehrerer Wahlstationen für ungültig erklärt hatte. Dadurch gelangte neben Dhoinine und Fazul noch Abdou Djabir in die zweite Runde.
| Kandidaten                         | Parteien          | 1. Wahlgang | 1. Wahlgang | 2. Wahlgang | 2. Wahlgang |
| Kandidaten                         | Parteien          | Stimmen     | %           | Stimmen     | %           |
| ---------------------------------- | ----------------- | ----------- | ----------- | ----------- | ----------- |
| Ikililou Dhoinine                  | Unabhängig        | 3.785       | 28,2        | 106.890     | 60,9        |
| Mohamed Said Fazul                 | Unabhängig        | 3.080       | 22,9        | 57.587      | 32,8        |
| Abdou Djabir                       | Unabhängig        | 1.327       | 9,9         | 11.018      | 6,3         |
| Bianrifi Tarmidi                   | Unabhängig        | 1.250       | 9,3         |             |             |
| Saïd Dhoifir Bounou                | Unabhängig        | 1.154       | 8,6         |             |             |
| Hamada Madi Bolero                 | Unabhängig        | 1.060       | 7,9         |             |             |
| Mohamed Larifou Oukacha            | Unabhängig        | 977         | 7,3         |             |             |
| Mohamed Hassanaly                  | Unabhängig        | 523         | 3,9         |             |             |
| Abdoulhakim Ben Allaoui            | Unabhängig        | 208         | 1,5         |             |             |
| Zahariat Said Ahmed                | Unabhängig        | 63          | 0,5         |             |             |
| Gesamt                             | Gesamt            | 13.427      | 100         | 175.495     | 100         |
|                                    |                   |             |             |             |             |
| Ungültige Stimmen                  | Ungültige Stimmen | 951         | 6,6         | 27.438      | 13,5        |
| Wähler                             | Wähler            | 14.378      | 67,1        | 202.933     | 52,8        |
| Wahlberechtigte                    | Wahlberechtigte   | 21.429      |             | 384.358     |             |
|                                    |                   |             |             |             |             |
| Quelle: African Elections Database |                   |             |             |             |             |